# Presnel Kimpembe
Presnel Kimpembe (wym. [pʁɛsnɛl kimpɛmbe], ur. 13 sierpnia 1995 w Beaumont-sur-Oise) – francuski piłkarz kongijskiego pochodzenia, występujący na pozycji obrońcy we francuskim klubie Paris Saint Germain oraz w reprezentacji Francji.

## Kariera reprezentacyjna
W reprezentacji Francji zadebiutował 27 marca 2018 w wygranym 3:1 meczu z Rosją.

## Statystyki kariery
(aktualne na dzień 16 maja 2022)
| Klub                | Sezon              | Liga               | Liga  | Liga   | Puchar kraju | Puchar kraju | Puchar ligi | Puchar ligi | Europa | Europa | Suma  | Suma   |
| Klub                | Sezon              | Liga               | Mecze | Bramki | Mecze        | Bramki       | Mecze       | Bramki      | Mecze  | Bramki | Mecze | Bramki |
| ------------------- | ------------------ | ------------------ | ----- | ------ | ------------ | ------------ | ----------- | ----------- | ------ | ------ | ----- | ------ |
| Paris Saint-Germain | 2014/15            | Ligue 1            | 1     | 0      | 0            | 0            | 0           | 0           | 0      | 0      | 1     | 0      |
| Paris Saint-Germain | 2015/16            | Ligue 1            | 6     | 0      | 2            | 0            | 1           | 0           | 0      | 0      | 9     | 0      |
| Paris Saint-Germain | 2016/17            | Ligue 1            | 19    | 0      | 4            | 0            | 3           | 0           | 1      | 0      | 28    | 0      |
| Paris Saint-Germain | 2017/18            | Ligue 1            | 28    | 0      | 4            | 0            | 3           | 0           | 3      | 0      | 38    | 0      |
| Paris Saint-Germain | 2018/19            | Ligue 1            | 24    | 0      | 3            | 0            | 1           | 0           | 8      | 1      | 36    | 1      |
| Paris Saint-Germain | 2019/20            | Ligue 1            | 16    | 0      | 0            | 0            | 2           | 0           | 10     | 0      | 28    | 0      |
| Paris Saint-Germain | 2020/21            | Ligue 1            | 28    | 0      | 0            | 0            | -           | -           | 11     | 0      | 40    | 0      |
| Paris Saint-Germain | 2021/22            | Ligue 1            | 29    | 1      | 3            | 1            | -           | -           | 7      | 0      | 40    | 2      |
| Ogólnie w karierze  | Ogólnie w karierze | Ogólnie w karierze | 151   | 1      | 16           | 1            | 10          | 0           | 40     | 0      | 220   | 3      |

## Sukcesy

### Paris Saint-Germain
- Mistrzostwo Francji: 2015/2016, 2017/2018, 2018/2019, 2019/2020, 2021/2022,2023/2024
- Puchar Francji: 2015/2016, 2016/2017, 2017/2018, 2019/2020, 2020/2021
- Puchar Ligi Francuskiej: 2015/2016, 2016/2017, 2017/2018,  2019/2020
- Superpuchar Francji: 2016, 2017, 2018, 2019, 2020

### Reprezentacyjne
- Mistrzostwo świata: 2018

## Odznaczenia
- Chevalier Legii Honorowej – nadanie 2018[3], wręczenie 2019[4][5]